# 丹陽・藍田の戦い
丹陽・藍田の戦い（たんよう・らんでんのたたかい）は、中国の戦国時代に丹陽・藍田において起こった秦軍と楚軍の間の戦いである。

## 経緯
紀元前313年、秦の張儀が楚の懐王と面会し、秦が商於の地方600里を割譲することを条件に、楚に斉と断交するよう要請した。懐王はこの条件を受け入れ、斉との同盟を破棄した。しかし懐王が一将軍を派遣して土地を受け取りに行かせると、張儀は商於6里を割譲するのが条件だったと言い張った。懐王は秦を攻撃する軍を発した。
紀元前312年春、魏章率いる秦軍と屈匄率いる楚軍が丹陽で戦い、秦軍は楚軍を撃破した。楚の武装した兵士80000人が斬られ、楚の大将軍の屈匄や裨将軍の逢侯丑ら70人あまりが捕らえられ、漢中郡が奪取された。懐王は激怒して、国中の兵を動員して再び秦を襲ったが、藍田で敗れた。韓と魏が楚の敗戦を聞いて、楚を攻撃し、鄧にまで達した。楚軍はこれを聞くと、兵を退いて帰還した。